# Rhaphidostegium confertissimum
Rhaphidostegium confertissimum là một loài rêu trong họ Sematophyllaceae. Loài này được (Mitt.) A. Jaeger mô tả khoa học đầu tiên năm 1878.